# 程暁
程 暁（てい ぎょう）は、中国三国時代の魏の政治家。字は季明。本貫は兗州東郡東阿県。『三国志』魏書に伝のある程昱の孫。父は不詳。

## 事績
曹丕の時代に程昱の領邑を分けられ、列侯となる。
曹芳の時代に当たる嘉平年間に黄門侍郎となる。校事（監察官）の専横を憂い、その廃止を上疏して、受け入れられた。汝南太守となった後、四十余歳で死去した。
『三国志』程暁伝の注に引く『世語』によると見識を有し、『程暁別伝』によると多くの文章を著したがその大半は散失し、（同書が編纂された時点でも）現存のものは十分の一に満たないという。